# Jean Goblet d'Alviella
Jean Gustave Eugène graaf Goblet d'Alviella (Brussel, 3 juni 1921 - Ottignies-Louvain-la-Neuve, 28 december 1990) was gemeenteraadslid, schepen en burgemeester van de gemeente Court-Saint-Étienne in Waals-Brabant.

## Familie

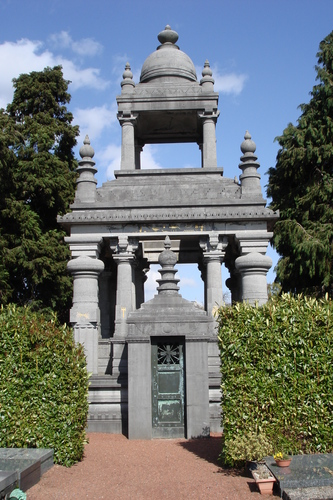
Familiegraf van Goblet d'Alviella

Jean Goblet, lid van de familie Goblet d'Alviella, is een directe afstammeling van de Belgische eerste minister Albert Goblet d'Alviella (1790-1873), tevens stamvader van het Belgische adellijke geslacht Goblet d'Alviella. Ook is hij, via zijn moeder Eva Boël (1883-1956), een kleinzoon van Gustave Boël. Hij trouwde in 1947 in Londen met de Engelse June Corfield (1928-2002), met wie hij vier kinderen kreeg, onder wie Michaël Goblet (1955), die ook burgemeester werd.

## Loopbaan
Vanaf 1964 tot 1970 was Goblet schepen van Court-Saint-Étienne, zoals eerder zijn vader Felix Goblet (1884-1957), en vanaf december 1965 tot mei 1966 was hij fungerend burgemeester na het overlijden van burgemeester Bette. Vanaf 1970 tot 1976 was hij gemeenteraadslid in de oppositie voor de liberale partij. In dat laatste jaar werd hij burgemeester hetgeen hij tot zijn overlijden zou blijven.
Hij werd in januari 2001 bijgezet in het familiemausoleum in Court-Saint-Étienne dat zijn grootvader Eugène Goblet had laten maken.